# Osvaldo Landoni
Osvaldo Landoni (Buenos Aires, 1914 – Buenos Aires, 1991) è stato un calciatore argentino, di ruolo attaccante.

## Caratteristiche tecniche
Giocava come attaccante; era solitamente impiegato nel ruolo di ala destra.

## Carriera

### Club
Landoni fece parte della rosa del River Plate negli anni 1930 in qualità di riserva. La sua prima stagione nel club di Núñez fu quella del 1932: al termine del campionato vinse il titolo nazionale. Stante la sua condizione di rincalzo, Landoni fu utilizzato scarsamente in campionato: fu invece schierato con maggiore continuità nelle coppe nazionali, tra cui la Copa de Honor Beccar Varela del 1932 e del 1936. Presenziò, tra gli altri incontri, anche nel Superclásico contro il Boca Juniors nel 1934. Lasciò il River dopo il titolo del 1936; successivamente giocò una partita per il Gimnasia La Plata, il 7 aprile 1940 contro l'Atlanta.

## Palmarès
- Campionato argentino: 2

River Plate: 1932, 1936